# Xystrocera dundensis
Xystrocera dundensis là một loài bọ cánh cứng trong họ Cerambycidae.